# Eumunida funambulus
Eumunida funambulus is een tienpotigensoort uit de familie van de Eumunididae. De wetenschappelijke naam van de soort is voor het eerst geldig gepubliceerd in 1930 door Gordon.